# Bartolomeo degli Erri

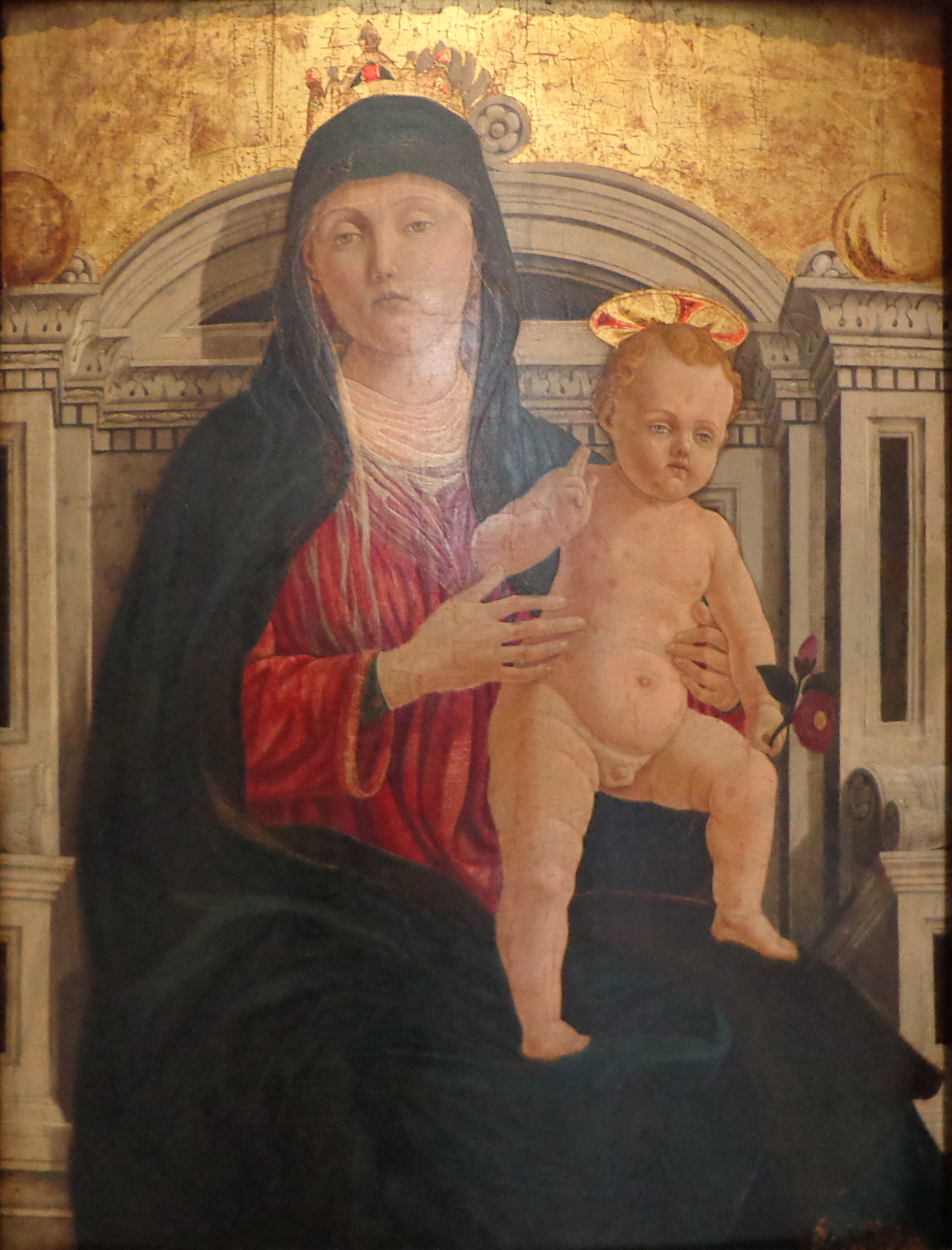
Madonna con bambino in trono

Bartolomeo degli Erri (Modena, ante 1430 – Modena, 1479-1480) è stato un pittore italiano, documentato in attività fra il 1447 ed il 1480.

## Biografia
Nacque in una famiglia di artigiani e artisti, documentata a Modena già dal '300. Il primo pittore della famiglia fu suo nonno Bartolomeo, seguito dai due figli Giorgio (padre di B.) e Pellegrino. Bartolomeo, assieme ai due fratelli maggiori Agnolo e Serafino, ed al cugino Benedetto, rappresentò la terza generazione di pittori della famiglia. Anche il nonno materno, Serafino de' Serafini, era pittore, appartenente alla cerchia di Tommaso da Modena.
Bartolomeo e Agnolo, assieme a Bartolomeo Bonascia, sono considerati i più importanti protagonisti della pittura del tardo gotico modenese, e vi facilitaronono la diffusione delle forme rinascimentali, analogamente a quanto accadeva a Ferrara e Bologna ad opera rispettivamente di Francesco del Cossa e Marco Zoppo.
Fra il 1459 e il 1460 realizzò gli affreschi della Rocca estense di Sassuolo: per quanto fosse il fratello maggiore Agnolo a gestire i contatti con la committenza, questi era pagato per "le depinture facte per maestro Bertolamio suo fratello in le stantie del palazo".
Bartolomeo ha probabilmente collaborato al grande trittico dell'"Incoronazione della Vergine e santi" (1462 e 1466), conservato presso la Galleria Estense e attribuito prevalentemente al fratello maggiore.
Secondo lo storico dell'arte Roberto Longhi, Bartolomeo è l'autore (verosimilmente assieme al fratello) di una serie di tavole di scene della vita dei santi Domenico, Tommaso d'Aquino e Vincenzo Ferreri. Queste scene probabilmente facevano parte di tre grandi polittici (oggi smembrati) realizzati fra il 1466 e il 1474 per la locale chiesa di San Domenico. Ad essi si aggiunge un quarto polittico, sicuramente proveniente dalla chiesa citata, dedicato alla vita di san Pietro da Verona, oggi conservato sostanzialmente completo presso la Galleria nazionale di Parma.
Diverse sue opere sono oggi conservate in diversi musei del mondo: Metropolitan Museum of Art (New York), Kunsthistorisches Museum (Vienna), California Palace of the Legion of Honor (San Francisco) ed ovviamente la Galleria Estense di Modena.

## Opere

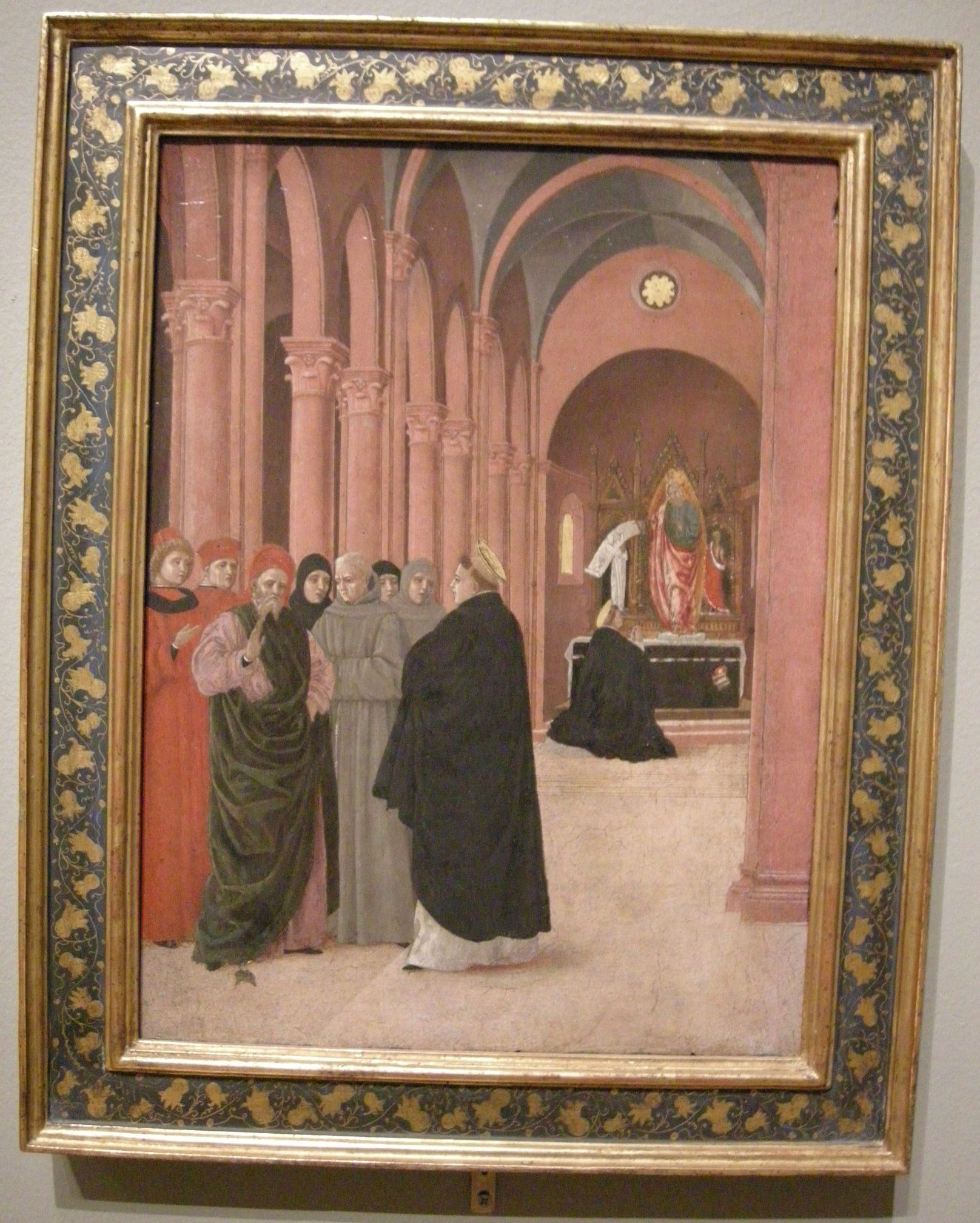
San Tommaso d'Aquino dibatte con gli eretici

- San Domenico resuscita Napoleone Orsini (1467–1474), tempera su legno trasferita su tela, Metropolitan Museum of Art,
- San Vincenzo Ferreri in preghiera davanti alla chiesa di Sant'Eufemia a Verona, Kunsthistorisches Museum, Vienna.
- La visione di Fra Paolino (1465), Fine Arts Museums, San Francisco.
- San Tommaso d'Aquino dibatte con gli eretici (1465), Fine Arts Museums of San Francisco, San Francisco.
- San Tommaso d'Aquino alla tavola del re San Luigi,
- San Tommaso d'Aquino aiutato dai Santi Pietro e Paolo, Metropolitan Museum of Art.
- I Santi vescovi Ignazio ed Agostino, Palazzo Ducale, Mantova.
- Madonna con bambino in trono, Musée des beaux-arts, Strasburgo
- Polittico di San Pietro Martire, Galleria nazionale, Parma